# نظام مصرفي
النظام المصرفي يشير إلى تلك المصارف أو البنوك التي تتعامل بالائتمان، ويؤدي النظام المصرفي مهمته في الاقتصاد حيث يوفر الائتمان للمؤسسات والأفراد الذين يحتاجونه. وبتطور النظام المصرفي صار يؤدي عددا من الوظائف عن طريق مؤسسات خاصة تتولاه، وهي نوع من البنوك أو المصارف الخاصة بأنظمة مصرفية متخصصة، مثل التوظيف لرأس المال، وتنشيط الإنتاج، وتشجيع الإدخار، وتوفير غطاء للعملة أو النقد، وإدارة وتسويق عمليات التحويل الخارجي، وغيرها، وهي من خصائص عمل المصرف المركزي.